# Martin Harvey
Martin Harvey (Belfast, 1941. szeptember 19. – 2019. november 25.) válogatott északír labdarúgó, fedezet, edző.

## Pályafutása

### Klubcsapatban
1959 és 1972 között az angol Sunderland labdarúgója volt.

### A válogatottban
1961 és 1971 között 34 alkalommal szerepelt az északír válogatottban és három gólt szerzett.

### Edzőként
1980-ban a Carlisle United csapatánál segédedzőként, majd vezetőedzőként is dolgozott. 1981-ben a Plymouth segédedzője volt. 1982-ben Billy Bingham edzői stábjának a tagja volt az északír válogatottnál. 1983–84-ben ismét a Plymouth együttesénél tevékenykedett.